# Alienación (cortometraje)
Alienación (estilizado: alienación) es un cortometraje de drama peruana de 2020, bajo la dirección de Alex Fischmann y protagonizada por Aníbal Lozano Herrera,contando con Macla Yamada y Daniel Cano en el coprotagónico.
La cinta está inspirada en el cuento homónimo de la obra literaria La palabra del mudo, escrita por Julio Ramón Ribeyro. Fue estrenada el 1 de septiembre de 2020 por la plataforma Vimeo.[cita requerida]
Esta película marca el primer protagónico cinematográfico de Lozano Herrera, que a su vez sería la obra notable de su carrera artística, además de contar con una amplia trayectoria en el teatro.[cita requerida]

## Sinopsis
Cuenta la historia de Roberto López (Aníbal Lozano Herrera), un chico nacido en Lima de raíces andinas, que le gustaba jugar al fútbol con sus amigos en sus pasatiempos, en el cual un día se encuentra con  «Queca» (Macla Yamada), la chica de la que él estaba enamorado, y a quién conoció cuando eran compañeros de colegio. Roberto en compañía de José (Daniel Cano), su mejor amigo, y entusiasmado por la belleza de «Queca», propuso a ella a salir con él pero ésta lo rechazó por ser «cholo» (término relacionado con personas nacidas en la sierra peruana y descendientes de ella; término utilizado de manera despectiva). Tras lo sucedido, Roberto y José tiraron piedras a un señor desconocido (Enrique Rivera) y se fueron corriendo. Al entrar a su casa, Roberto se teñió el cabello y aclarece su piel para imitar a un rubio norteamericano. Dos meses después, mientras trabajaba como barrendero de un parque de atracciones, se reencuentra con su amigo José y éste le tildó de «alienado», tras enterarse de que Roberto perdiera su propia identidad.
A la mañana siguiente, Roberto se fue a casa de  «Queca» y se reencontró con la madre de la chica contando que se ha ido a los Estados Unidos con su nuevo pretendiente Nick Mulligan (Matias Spitzer). Roberto planeó irse al dicho país para buscarla. Previo a ello, quiso sacar su pasaporte pero no lo aceptaron. En la noche, Roberto se fue de su casa para ir a Nueva York, sin medir las graves consecuencias que atentarán contra su vida.

## Elenco
- Aníbal Lozano Herrera como Roberto «Bobby» López.[1][2]
- Macla Yamada como «Queca».
- Daniel Cano como José.
- Matias Spitzer como Nick Mulligan.
- Verónica Sánchez-Moreno como Mamá de Queca.
- Lucía Utano como Amiga de Queca.
- Belizario Aparco como Chofer.
- Enrique Rivera como Chico de las escaleras.
- Rodolfo Balbí Aste como Redmark.

## Producción
La cinta fue grabada en la capital peruana Lima en el año 2019, contando con la participación de Lucía Utano, productora de teatro y pareja del actor Alonso Cano, quién asume el proceso de casting además de participar en el reparto principal, debido a que Fischmann radicaba en Estados Unidos y éste lo realizó en forma virtual. Tuvo como periodo de tres días de rodaje. Alienación emplea temas de racismo y el conflicto de clases sociales en el Perú, en el cual Julio Ramón Ribeyro creó la obra literaria bajo su autoría.
Para el perfil del protagonista, el actor Aníbal Lozano Herrera llevaba la piel mestiza, algo que no cumplía con el desarrollo del cuento de Ribeyro, siendo el personaje principal un hombre afroperuano.[cita requerida] Finalmente, el director Alex Fischmann ha decidido que su película hablaría de un chico de rasgos andinos para la actuación de Lozano.[cita requerida]

## Recepción
La película fue estrenada el 1 de septiembre de 2020 en la plataforma Vimeo, debido al estado de emergencia por la pandemia de COVID-19.
Previo a ello, en agosto de ese año, Alienación concursó en el Diversity in the Arts Awards en la categoría «Mejor cortometraje extranjero» y posteriormente, en Los Angeles Diversity Film Festival en Estados Unidos, resultando en ambas como ganadora, siendo el primer cortometraje peruano en obtener este galardón. Fue semifinalista del concurso Festival Internacional de Cine de Buenos Aires como «Mejor cortometraje extranjero» y ganó la categoría «Mejor cortometraje» en el Rhode Island International Film Festival en 2021.

## Premios y nominaciones
| Año  | Premios                                        | País           | Categoría                          | Resultado | Ref.        |
| ---- | ---------------------------------------------- | -------------- | ---------------------------------- | --------- | ----------- |
| 2020 | Diversity in the Arts Awards                   | Estados Unidos | «Mejor cortometraje extranjero»    | Ganadora  | [ 4 ]       |
| 2020 | Los Angeles Diversity Film Festival            | Estados Unidos | «Mejor cortometraje»               | Ganadora  | [ 3 ] [ 7 ] |
| 2021 | Festival Internacional de Cine de Buenos Aires | Argentina      | «Mejor cortometraje internacional» | Nominado  | [ 4 ]       |
| 2021 | Rhode Island International Film Festival       | Estados Unidos | «Mejor cortometraje internacional» | Ganadora  | [ 4 ]       |